# Bedsted (Tønder)
Bedsted (Duits:Bedstedt) is een plaats in de Deense regio Zuid-Denemarken, gemeente Tønder, en telt 535 inwoners (2007). Het dorp ligt aan de voormalige spoorlijn Rødekro - Bredebro. Het stationsgebouw is bewaard gebleven.